# كلية الهندسة (جامعة الخرطوم)
كلية الهندسة بجامعة الخرطوم تم تأسيسها في العام 1939 م. رسالة كلية الهندسة مكملة وداعمة لرسالة جامعة الخرطوم، التي تركز علي الريادة في أكتشاف وتطبيق المعرفة ونشرها من خلال التدريب والبحوث وخدمة المجتمع.

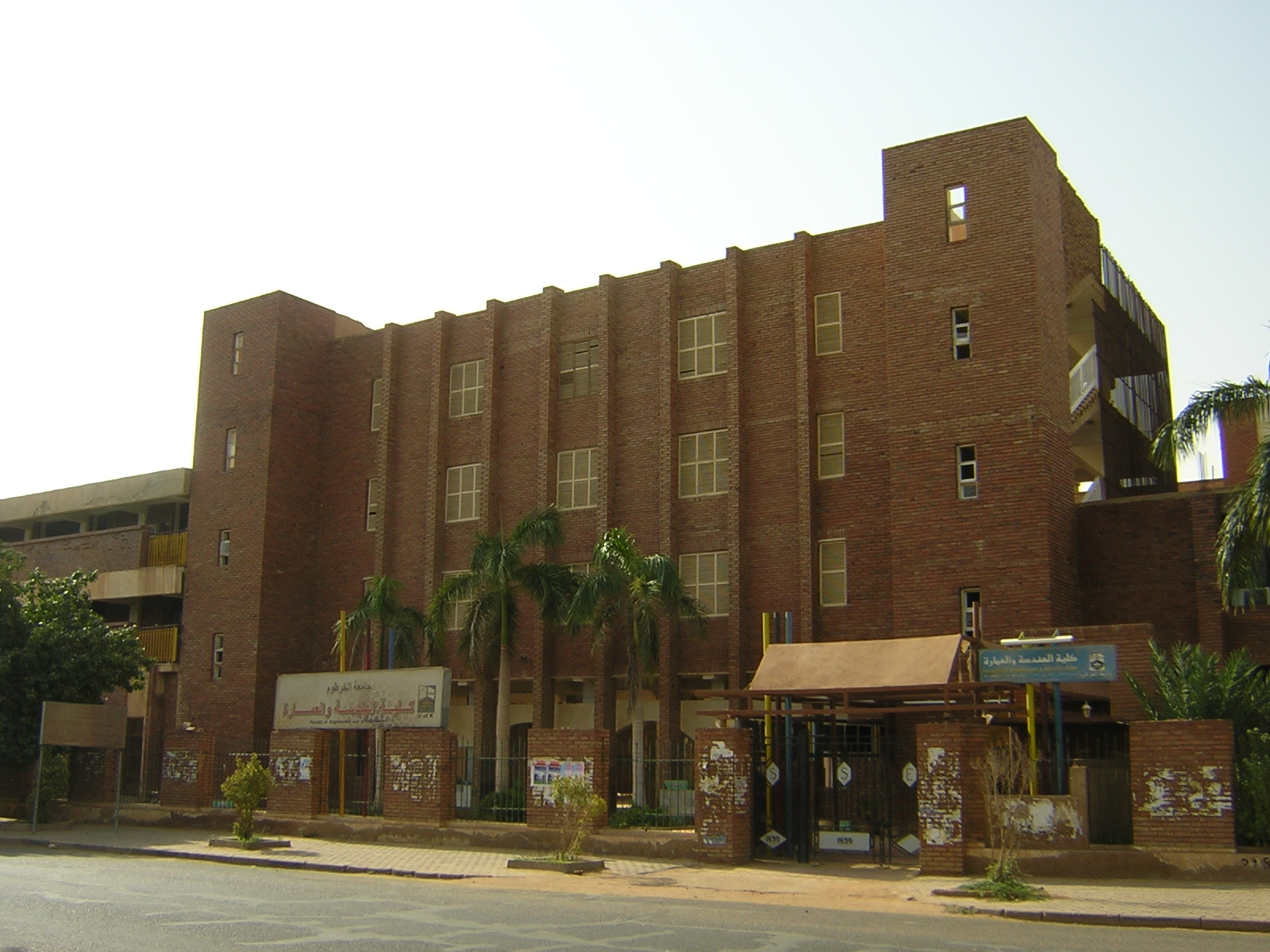
كلية الهندسة

انسجاما مع رسالة جامعة الخرطوم تهدف كلية الهندسة لتقديم برامج تعليمية عالية الجودة من أجل تأهيل الدارسين في المجالات الهندسية المختلفة وإعدادهم للمساهمة في تحقيق التنمية الاقتصادية والاجتماعية للمجتمع السوداني.

## أهداف الكلية
تهدف برامج كلية الهندسة إلى تخريج مهندسين يتميزون بما يلي:
1. إتقان معارف الهندسة الضرورية واكتساب الوعي المهني.
2. تزويد الطلاب بأساسيات المعرفة في المجالات العلمية والاجتماعية والهندسية.
3. القدرة على استخدام المعارف النظرية في حل المشاكل التطبيقية.
4. القدرة على التعلم المستمر طيلة مسيرتهم المهنية
5. القدرة على متابعة دراساتهم العليا
6. القيام بالبحث العلمي

## تاريخ الكلية
يرجع تاريخ نشأة كلية الهندسة والعمارة إلى عام 1939 م حيث أنشئت مدرسة الهندسة التي تتبع لكلية غردون التذكارية تحت إشراف مصلحة المعارف وكانت تمنح دبلوم العلوم الهندسية ثم تطورت المدرسة إلى كلية جامعية مرتبطة بجامعة لندن في عام 1947. ثم كلية الهندسة والعمارة جامعة الخرطوم مع استقلال السودان في عام 1956 م.

## الدرجات العلمية

### البكالوريوس
صممت برامج البكالوريوس بكلية الهندسة لتمكن الطالب من المهارات والتطبيقتات المهنية، وتساعد الخريج على متابعة دراساته العليا والاعتماد على النفس في مواصلة التعلم الذاتي.
وتمتاز برامج الدراسة بكلية الهندسة بالمحافظة على أعلى المعايير، مع تعريف الطلبة بأحدث التقنيات والنظريات والتطبيقات العملية في كافة سنوات التعلم الجامعي. إن ذلك ينبعث من إيمان الكلية بأهمية المهندسين، في بناء اقتصاد متين يستند على الإبداع ونقل التقنية. وفي الوقت الحاضرفإن الكلية قد قطعت شوطأ كبيرا للحصول على اعتماد جميع برامجها الأكاديمية وذلك من مجلس الاعتماد للهندسة والتكنولوجيا الأمريكي.على أعلى المعايير، مع تعريف الطلبة بأحدث التقنيات والنظريات والتطبيقات العملية في كافة سنوات التعلم الجامعي.
تمنح الكلية درجات بكالريوس الشرف في التخصصات التالية (في خمسة أعوام):
1. الهندسة الزراعية
2. الهندسة الكيميائية
3. الهندسة المدنية:
  1. هندسة الإنشاءات ومواد البناء
  2. هندسة المياه والبيئة
  3. دراسات التربة والطرق
4. الهندسة الكهربائية والإلكترونية في التخصصات الفرعية التالية:
  1. هندسة الإلكترونيات ونظم الحاسوب.
  2. هندسة الاتصالات.
  3. هندسة التحكم والقياسات.
  4. هندسة برمجيات النظم الإلكترونية
  5. . هندسة نظم القدرة الكهربائية
5. الهندسة الميكانيكية.
6. هندسة التعدين.
7. هندسة النفط.
8. هندسة المساحة
9. الرياضيات الهندسية

### درجة الدبلوم العالي
الدبلوم العالي في الهندسة الصحية.
الدبلوم العالي في تكنولوجيا السكر
الدبلوم العالي في تكنولوجيا الطاقة المتجددة.

## الماجســـتير بالمقررات والبحث
1. دبلوم/ماجستير نظم الاتصالات والمعلومات
2. دبلوم/ماجستير هندسة القدرة الكهربائية.
3. دبلوم/ماجستير بنية الحاسوب والشبكات
4. دبلوم / ماجستير هندسة الطاقة
5. دبلوم / ماجستير هندسة القدرة والآلات الزراعية
6. دبلوم / ماجستير الصناعة وهندسة البيئة
7. دبلوم / ماجستير الهندسة الكيميائية بالمقررات والبحث التكميلي

## عمداء الكلية
1. مستر. سور	 1939
2. بروفيسور. داوتى	 1939 –1950
3. بروفيسور. ارنولد وليم هندري	 1951 – 1956
4. بروفيسور. بورتوى	 1957 – 196
5. بروفيسور. كوز مانوفيتش	 1961 – 1963
6. بروفيسور. دفع الله عبد الله الترابي	 سبتمبر 1963 – نوفمبر 1969
7. بروفيسور. احمدعبد الرحمن العاقب	 نوفمبر 1969 – مارس 1970
8. بروفيسور. عثمان مختار أبا يزيد	 مارس  1971 – يونيو 1975
9. د.دفع الله بدوى بابكر	 يونيو  1975 – يناير 1979
10. بروفيسور. عوض سالم الحكيم	 يناير  1979 – مارس 1982
11. د.بكري مكي حمد 	 مارس  1982 – يونيو 1984
12. د. أبوبكر عبد الوهاب	 يونيو  1984 – يونيو 1990
13. د. عبد الله إبراهيم فضل	 يونيو  1990 – يونيو 1992
14. د. محمد على حمد عباس	 يونيو  1992 – يونيو 1996
15. بروفيسور النعمة إبراهيم النعمة 	 يونيو  1996 – يونيو 2004
16. د. عبد الله خوجلى احمد	 يوليو  2004 - يناير 2010
17. بروفيسور سامي شريف 2010 - 2012
18. بروفيسور محمد عكود عثمان 2012 - 2015
19. بروفيسور علي رباح 2015 - 2019
20. د. علي محمد السيوري 2019 - 2022
21. بروفيسور جمال الدين مرتضى 2022 - الآن

## مجلس ابحاث الكلية
مجلس أبحاث كلية الهندسة يقوم بمهمة ترقية الأبحاث الهندسية في كل الاقسام بالكلية ويعقد اجتماعات دورية للنظر في الدرجات البحثية فوق الجامعية ويتقدم بتوصيات لكلية الدراسات العليا بالجامعة بشأن إجازة الدرجات العلمية المذكورة أعلاه. ويتكون مجلس الأبحاث من العميد ونوابه ورؤساء الاقسام بالإضافة لاعضاء هيئة التدريس من حملة درجة الاستاذية بالكلية.

## الجوائز
1. جائزة الجامعة لأحسن أداء أكاديمي بكل المستويات الدراسية.

1. جائزة الكلية لثاني أحسن أداء أكاديمي بكل المستويات الدراسية

1. جائزة شركة شل لأحسن أداء بالسنة الثانية هندسه.

1. جائزة الراحل سركيس ازمرليان لأحسن أداء بالسنة الرابعة بقسم الهندسة ألميكانيكية.

1. جائزة مؤسسة المواصلات ألسلكية واللاسلكية لأحسن أداء بالسنة الرابعة في مادة الاتصالات بقسم ألهندسة الكهربائية.

1. جائزة ألهيئة ألقومية للكهرباء لأحسن أداء بالسنة الخامسة في كل من قسم ألهندسة الكهربائية والميكانيكية.

1. جائزة وزارة الرى لأحسن أداء في مادة الهايدروليكا والري للسنه الخامسة قسم الهندسة ألمدنية.

1. جائزة وزارة الرى للطالب الثاني في مادة الهايدوليكا للسنه الخامسة (الهندسة المدنية)

1. جائزة الراحل سركيس ازمرليان لأحسن أداء في مادة هندسة القوى الحرارية بالسنة الخامسة بقسم الهندسة الميكانيكية.

1. جائزة الجمعية الهندسية السودانية لأحسن أداء في مشروع التخرج لكل من الهندسة الكيميائية، المدنية، الكهربائية والميكانيكية وهندسة المساحة والهندسة الزراعية.

1. جائزة مؤسسة المواصلات السلكية ولاسلكية لأحسن أداء في مادة الاتصالات بالسنة الخامسة بقسم الهندسة الكهربائية.

1. جائزة المؤسسة العامة لأحسن أداء في مادة الطرق بالسنة الخامسة بقسم الهندسة المدنية.

## أقسام الكلية
تضم الكلية تسعة أقسام هي:
1. قسم الهندسة الزراعية
2. قسم الهندسة المدنية
3. قسم الهندسة الكهربائية والإلكترونية
4. قسم الهندسة الكيميائية
5. قسم هندسة المساحة
6. قسم هندسة التعدين
7. قسم الهندسة الميكانيكية
8. قسم هندسة النفط
9. قسم الرياضيات الهندسية

## قسم الهندسة الزراعية
تعتبر الهندسة الزراعية من أهم المجالات التي تساعد على زيادة الإنتاج الزراعي. وإيماناً من جامعة الخرطوم بدورها في تطوير التقانة بالبلاد فقد أنشأت في العام 1974 قسماً للهندسة الزراعية بجهد مشترك بين كليتي الهندسة والعمارة والزراعة حيث تم تكوين مجلس مشترك لدرجة البكلاريوس في الهندسة الزراعية يضم أعضاء من كليتي الزراعة والهندسة والعمارة وبعض من ذوى الخبرة والاختصاص من خارج جامعة الخرطوم. ولقد تمت الموافقة على المجلس المشترك من قبل مجلس أساتذة جامعة الخرطوم بموجب القانون 8 وفي العام 1975 تم قبول أول دفعة من الطلاب لتخصص الهندسة الزراعية والتي تخرجت في العام 1979 م. استمرت الدراسة وفق المنهج الذي أعدّه المجلس المشترك ووافق عليه مجلس الأساتذة حتى عام 1983، وفي ذلك العام ونظراً لطبيعة الدراسة الهندسية رؤى أن ينشأ قسم في كلية الهندسة والعمارة ليتولى المهام الأكاديمية المتعلقة بتلك الدرجة حيث تمت المصادقة على إنشاء قسم للهندسة الزراعية في كلية الهندسة والعمارة في العام 1985 م وظل الوضع قائماً حتى الآن.
يطّلع قسم الهندسة الزراعية بتأهيل الكوادر وتطوير البحوث في المجالات الآتية:
1. الآلات الزراعية.
2. القدرة الحقلية.
3. الإنشاءات الزراعية والتحكم في البيئة.
4. هندسة الري الحقلي.
5. التصنيع الزراعي والتخزين.
6. ميكانيكا وعلوم التربة.
7. إنتاج المحاصيل الزراعية والإنتاج الحيواني.
8. الاقتصاد والإدارة لنظم الهندسة الزراعية.
9. هندسة أغذية.

## قسم هندسة المساحة
بدأ تدريس المساحة بالسودان سنة 1905 مع إنشاء قسم للمساحة بكلية غردون التذكارية ينخرط فيه الطلاب لعامين بعد إكمالهم الدراسة الابتدائية وقد كانت تعادل مرحلة الأساس الحالية (ثمانية سنوات) وقد كانت الدراسة في القسم لعامين مما يجعلها معادلة للثانويات الفنية حاليا. وقد أنشئ القسم بصورته الحالية في عام 1976 لمنح درجة البكالوريوس وقد سبقه منح درجة الدبلوم من معهد الكليات التكنولوجية منذ العام 1958. وقد كانت خطوة ضرورية لمواكبة التطورات في علم المساحة كدخول الأجهزة الإلكترونية وانتشار استخدامات الأقمار الصناعية في حساب المواقع نظام التموضع العالمي والصور الفضائية بأنواعها المختلفة والتحديات التقنية المصاحبة للتطبيقات المتنوعة لهذه التقنيات. مما يتطلب معرفة واسعة بالرياضيات والفيزياء ويصعب توفيرها على مستوى الدبلوم. أنشئ القسم بتعاون بين جامعة الخرطوم وجامعتي نيوكاسل وجلاسجو. في البداية استفاد القسم من التعاون مع الجامعات البريطانية واستخدم طاقم تدريس من الجامعات المتعاونة حتى ابتعث عددا من خريجيه للجامعات البريطانية -بدعم من المجلس الثقافي البريطاني- ليعودوا للتدريس في القسم.
تخرجت الدفعة الأولى من القسم في عام 1981 لينتشر خريجوه في شتى مؤسسات السودان والدول العربية خصوصا الخليجية منها واستقر بعضهم بالولايات المتحدة الأمريكية وكندا. تنوعت المجالات التي عمل فيها خريجوا القسم مثل:
1. الأعمال الجيوديسية وإنشاء الخرائط العامة
2. التصوير الجوي ومعالجة صور الأقمار الصناعية
3. المسوحات الجيوفيزيائية
4. المسح الزلزالي
5. استكشاف البترول
6. المسح البحري
7. أعمال إنشاء الطرق
8. أعمال الري والمشاريع الزراعية
9. تخطيط المدن
10. التحكم في أعمال الإنشاءات المدنية
11. المساحة العسكرية
12. نظم المعلومات الجغرافية

يضم طاقم التدريس بالقسم سبعة أعضاء متنوعي التخصصات بما يغطي سائر تخصصات المساحة ويستعين بالأقسام الأخرى لتدريس مواد مثل الهيدرولوجيا والحاسوب والإلكترونيات وغيرها من العلوم الأساسية

## قسم الهندسة الكيميائية
برزت الحاجة إلى المهندسين الكيميائيين لمقابلة الطلب المتزايد من المتخصصين عقب إنشاء العديد من المنشآت الصناعية الكبرى في قطاع السكر والاسمنت والبترول بلإضافة إلى الوحدات المساعدة في المصانع مثل تنقية ومعالجة المياه، فتم إنشاء قسم الهندسة الكيميائية بكلية الهندسة والعمارة في الستينيات من القرن الماضي حيث تخرجت أول دفعة من المهندسين الكيميائيين في العام 1964.

## قسم الهندسة المدنية
بدأت دراسة الهندسة المدنية بجامعة الخرطوم عام 1939 وذلك عند إنشاء مدرسة الهندسة لمنح الدبلوم في الهندسة العامة وفي عام 1952 تم إنشاء قسم الهندسة المدنية لمنح بكالوريوس الشرف. ومنذ ذلك التاريخ تزايدت أعداد الطلاب المقبولين بهذا القسم حتى صار الآن حوالى 120 طالب وطالبة.يحتوى القسم على ثلاث شعب هي:
1. شعبة هندسة الإنشاءات ومواد البناء

1. شعبة هندسة المياه والبيئة

1. شعبة دراسات التربة والطرق

### شعبة هندسة الإنشاءات
تعنى بوضع التصميمات اللازمة لاعمال المبانى المختلفة وتنفيذها حسب المواصفات المطلوبة وبالدراسات المحلية لوضع المواصفات المحلية التي تناسب البيئة السودانية. وكذلك القيام بالأبحاث اللازمة لتشجيع استعمال مواد البناء المحلية خفضاً للتكلفة العالية للمواد المستوردة.
وتضم خيرة خبراء ومهندسي السودان من خريجي جامعة الخرطوم نفسها.

### شعبة هندسة المياه والبيئة
زادت أهمية الدراسات في هذه التخصصات في الاونة الأخيرة حيث أنها مرتبطة بعناصر التطور الأساسية كتصميم وتنفيذ قنوات المياه للمشاريع الزراعية وتصميم وتنفيذ السدود الترابية لتنمية الموارد المائية لاستعمالات الزراعة وتنمية الثروة الحيوانية. كذلك تعنى هذه الشعبة بتنمية مصادر المياه السطحية والجوفية ودراسة ميكانيكا الأنهار وتصميم وتشييد خزانات المياه لتوليد الطاقة الكهربائية ورى المشاريع الكبرى.

### شعبة دراسات التربة والطرق
الطرق: بوجود عدة آلاف كيلومترات من الطرق تحت التشييد والأخرى في مرحلة التخطيط والتصميم بالإضافة لمشاكل المرور والحركة بالمدن الكبرى وكلها تحتاج لدراسات وابحاث في هذا المجال الحيوى.أما دراسات التربة فهى أيضاً مرتبطة بتشييد الطرق بالإضافة لأهميتها القصوى عند تشييد المبانى وكل البنيات الأساسية مثل الكبارى والخزانات والسدود وقنوات المياه والصرف الصحى وغيرها.كذلك هنالك مشاكل محلية متعلقة بنوعية التربة الطينية السودانية الفوارة.